# Bruchstraße 92 (Korschenbroich)

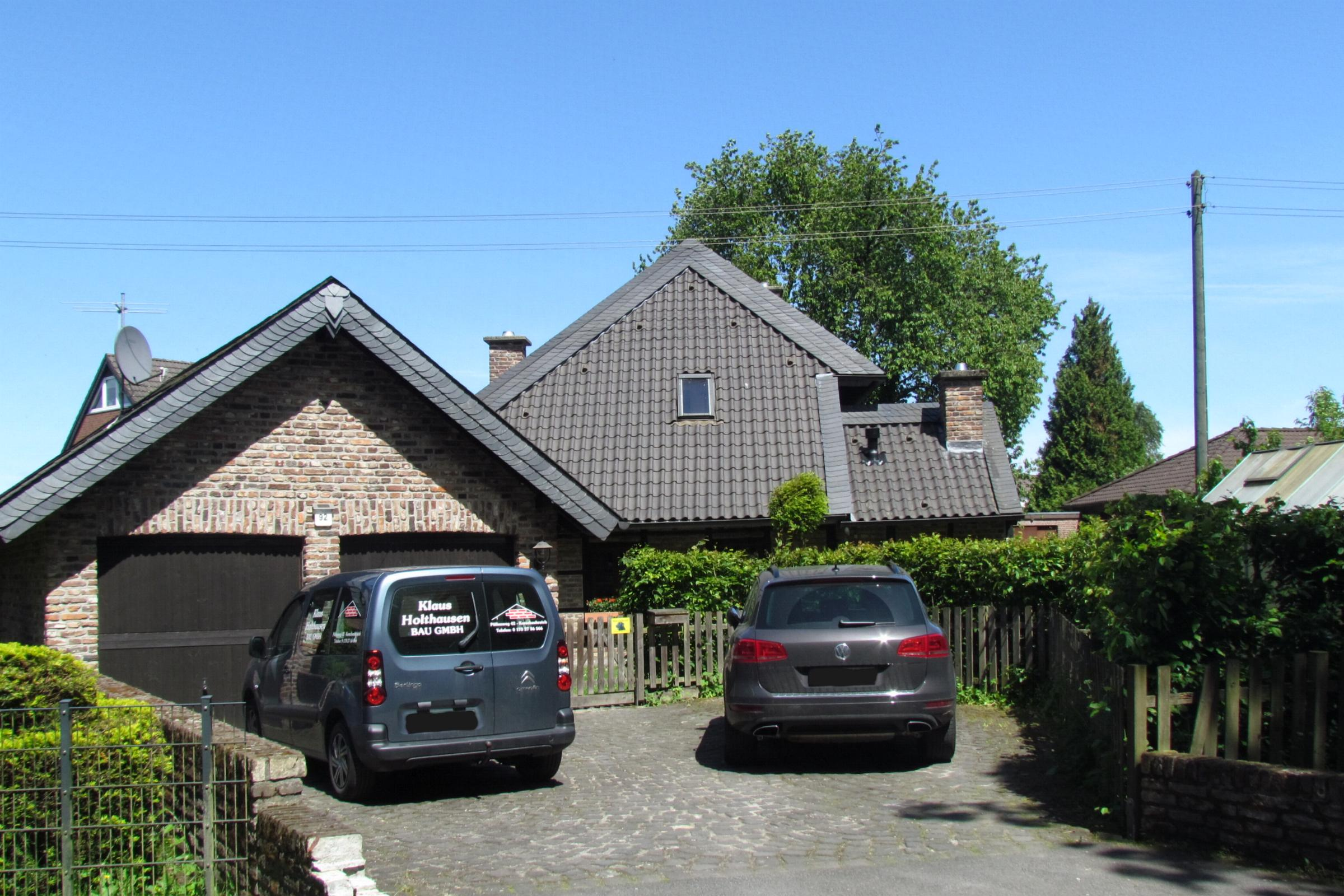
Hof Wienes

Der Hof Wienes Bruchstraße 92 steht in Korschenbroich  im Rhein-Kreis Neuss in Nordrhein-Westfalen.
Das Gebäude wurde 1575 erbaut und unter Nr. 007 am 20. August 1985 in die Liste der Baudenkmäler in Korschenbroich eingetragen.

## Architektur
Es handelt sich um ein niederrheinisches Hallenhaus, einen Zweiständerbau. Der linke quergestellte eingeschossige Trakt wurde im 18. Jh. angebaut. Das Dach ist nach vorne und zum linken Anbau hin abgeschleppt. Eine alte Eisenpumpe steht auf dem Gelände. Das Gebäude ist auf einem Ständerbalken auf 1575 datiert.